# Tököl
Tököl é uma cidade da Hungria, situada no condado de Peste. Tem 38,49 km² de área e sua população em 2019 foi estimada em 10.116 habitantes.